# Fita de Möbius
Uma fita de Möbius ou faixa de Möbius é um espaço topológico obtido pela colagem das duas extremidades de uma fita, após efetuar meia volta em uma delas. Deve o seu nome a August Ferdinand Möbius, que a estudou em 1858. Möbius estudou este objeto tendo em vista a obtenção de um prêmio da Academia de Paris sobre a teoria geométrica dos poliedros. Johann Benedict Listing já tinha trabalhado sobre o mesmo objeto alguns meses antes. O fato de tanto Möbius como Listing terem estudado alguns anos antes com Carl Friedrich Gauss sugere que a gênese destas ideias esteja ligada a este matemático.
A importância do estudo deste objeto, na época, prendia-se à noção de orientabilidade, que não era ainda bem compreendida. Möbius introduziu também a noção de triangulação no estudo de objetos geométricos do ponto de vista topológico.
Möbius apenas publicou o seu trabalho em 1865, num artigo intitulado Über die Bestimmung des Inhaltes eines Polyëders.

## Propriedades
A fita de Möbius tem várias propriedades interessantes. Uma linha traçada a partir da costura para o meio encontra-se de volta na costura, mas do outro lado. Se continuar a linha, chega-se ao ponto de partida, e é o dobro do comprimento da fita original. Esta única curva contínua demonstra que a fita de Möbius só tem um limite.
Cortando uma fita de Möbius ao longo da linha de centro com uma tesoura, produz uma longa fita com duas reviravoltas, em vez de duas fitas; o resultado não é uma fita de Möbius. Isso acontece porque a fita original só tem uma borda que é duas vezes mais longa que o fita original. Cortando uma segunda independente da borda, metade do que foi em cada lado da tesoura. Corte esta nova, longa fita ao meio criando duas fitas em torno de si, cada um com duas voltas.
Se a fita é cortada ao longo de um terço do caminho da borda, ela cria duas fitas: Uma é uma fita de Möbius – é o centro de terceiros original da fita, composta de 1/3 da largura e comprimento igual ao comprimento da fita original. O outro é uma longa, mas fita com duas reviravoltas no – lo-esta é uma vizinha da borda da fita original, e é composto de 1/3 da largura e o dobro do comprimento da fita original.
Outras análogas fitas podem ser obtidas da mesma forma se juntar fitas com dois ou mais meia-voltas, em vez de uma. Por exemplo, uma fita com três meias-voltas, quando dividida longitudinalmente, torna-se um trançado de fitas amarradas em um trevo de nó. (Se este nó é consolidado, a fita tem oito meia-voltas.) Uma fita com N de meia-voltas, quando cortada, torna-se uma fita com N + 1 cheio de reviravoltas. Dando extra reviravoltas e reconectando as pontas, produz figuras chamadas anéis paradrômicos.
A fita de Möbius:
- É uma superfície com uma componente de fronteira;
- Não é orientável.
- Possui apenas um lado.[1]
- Possui apenas uma borda.[1]
- Representa um caminho sem fim nem início, infinito, onde se pode percorrer toda a superfície da fita que aparenta ter dois lados, mas só tem um.

## Geometria e topologia
Uma maneira de representar a fita de Möbius como um subconjunto do espaço Euclidiano tridimensional é usando a parametrização:
{\displaystyle x(u,v)=\left(1+{\frac {v}{2}}\cos {\frac {u}{2}}\right)\cos u}
{\displaystyle y(u,v)=\left(1+{\frac {v}{2}}\cos {\frac {u}{2}}\right)\sin u}
{\displaystyle z(u,v)={\frac {v}{2}}\sin {\frac {u}{2}}}
onde 0 < u < 2π e −1 < v < 1. Isso cria uma fita de Möbius de largura 1, cujo círculo central tem raio 1, encontra-se no plano xy e é centrada em (0, 0, 0) .O parâmetro u roda em torno da fita enquanto v se move de um lado para o outro.
Em coordenadas polares cilíndricas, uma versão ilimitada  da fita de Möbius strip pode ser representada pela equação:
{\displaystyle \log(r)\sin \left({\frac {1}{2}}\theta \right)=z\cos \left({\frac {1}{2}}\theta \right).}

### Maior incorporação isométrica no 3-espaço
Se uma fita de Möbius regular no 3-espaço é retangular, isto é, criado a partir da identificação de dois lados opostos de uma dobra geométrica do retângulo, mas não se estende a superfície, em seguida, uma tal incorporação é conhecida para ser possível se a proporção do retângulo é maior que a raiz quadrada de 3. (Note que é o mais curto dos lados do retângulo que são identificados para obter a fita de Möbius.) Para uma proporção menor ou igual à raiz quadrada de 3, no entanto, uma regular incorporação de uma fita retangular de Möbius no 3-espaço pode ser impossível.
Como a proporção de abordagens se limitam ao valor de √3 acima, qualquer fita retangular de Möbius no 3-espaço parece abordagem de uma forma que, no limite, pode ser considerada como uma fita de três triângulos equiláteros, dobrado em cima, de um outro modo que eles ocupam apenas um triângulo equilátero no 3-espaço.
Se a fira de Möbius no 3-espaço é só uma vez continuamente diferenciáveis (em símbolos: C1), no entanto, o teorema de Nash-Kuiper mostra que não há limite inferior.
Um método de se fazer uma fira de Möbius a partir de uma fira retangular grande demais para simplesmente torcer e se juntar (por exemplo, um retângulo de apenas 1 unidade de comprimento e 1 unidade grande) é a primeira dobra, a largura de direção para trás e para a frente, usando um mesmo número de dobras—um dobra acordeão—o de modo que a dobra da fita torna-se estreita o suficiente para que ela possa ser torcida e juntar-se, tanto quanto uma única esticada, o suficiente para a fita possa ser associada. Com duas dobras, por exemplo, um 1 × 1 fira iria se tornar um 1 × ⅓ dobrada em fira, cuja seção transversal tem a forma de um 'N' e continuaria a ser um 'N' depois de uma meia-torção. Esta dobra em fita, três vezes mais longo e largo, iria ser longa o suficiente para, em seguida, ingressar nas extremidades. Este método funciona, em princípio, mas se torna impraticável, depois de suficientemente muitas dobras, se o papel for usado. Utilizar papel normal, esta construção pode ser dobrada, com todas as camadas de papel em um único plano. Mas, matematicamente, ainda não está claro se isso é possível sem esticar a superfície do retângulo.

### Topologia
Topologicamente, a fita de Möbius pode ser definida como o quadrado [0, 1] × [0, 1] com seus lados superiores e inferiores identificados pela relação (x, 0) ~ (1 - x, 1) para 0 ≤ x ≤ 1.Uma apresentação menos usada da fita Möbius é como o quociente topológico de um toro. Um toro pode ser construído como o quadrado [0, 1] × [0, 1] com as arestas identificadas como (0, y) ~ (1, y) (cola da esquerda para a direita) e (x, 0) ~ (x , 1) (cola de baixo para cima).Se ele é também identificado (x, y) ~ (y, x), então obtém-se a fita de Möbius. A diagonal do quadrado (os pontos (x, x) onde ambas as coordenadas interceptam) torna-se o limite da fita de Möbius, e carrega uma estrutura orbifold, que geometricamente corresponde à "reflexão" - geodésicas (linhas retas) na fita de Möbius refletem fora da borda de volta para a fita.
a.
Notação, isto é escrito como T2/S2 - quociente de toro 2, pela ação de grupo do grupo simétrico em duas letras (comutação de coordenadas), e pode ser pensado como o espaço de configuração de dois pontos desordenados no círculo, possivelmente o mesmo (a aresta corresponde aos pontos, sendo os mesmos), com o toro correspondendo a dois pontos ordenados no círculo.
A fita de Möbius é um espaço bidimensional de variedade compacta (i.e. uma superfície) com limite. Ele é um exemplo de uma superfície não orientável. Na verdade, a fita de Möbius é o epítome do fenômeno topológico não orientável. Isto é porque 1) formas bidimensionais (superfícies) são as mais baixas-formas dimensionais para que uma não orientável seja possível, e 2) a fita de Möbius é a única superfície que é topologicamente um subespaço de todas as superfícies não-orientáveis. Como resultado, qualquer superfície não-orientável se, e somente se, contém uma banda de Möbius como um subespaço.
A fita de Möbius é também um exemplo utilizado para ilustrar o conceito matemático de um feixe de fibras. Especificamente, é uma tarefa não trivial do feixe sobre o círculo S1 com uma fibra de unidade de intervalo I = [0, 1]. Olhando apenas para a borda da fita de Möbius tem-se uma tarefa não trivial de dois pontos (ou Z2) feixe em S1

### Computação Gráfica
Uma construção simples de fita de Möbius que pode ser usado para retratar em computador gráfica ou de modelagem de pacotes é o seguinte :
- Pegue uma fita retangular. Gire em torno de um ponto fixo não no seu plano. A cada passo, também gire a fita ao longo de uma linha no seu plano (a linha que divide a fita em duas) e perpendicular à principal raio orbital. A superfície gerada em uma volta completa é a fita de Möbius.
- Pegue uma fita de Möbius e corte-a ao meio. Isso forma uma nova fita, que é um retângulo se juntou girando uma final de uma volta inteira. Por cortá-la ao meio novamente, isso faz dois de intertravamento inteiro vire as fitas.

### Abertura da banda de Möbius
A abertura da banda de Möbius é formada por eliminar o limite do padrão de banda de Möbius. Ele é construído a partir do conjunto S = { (x, y) ∈ R2 : 0 ≤ x ≤ 1 and 0 < y < 1 } identificando os pontos (0, y) e (1, 1 − y) para todo 0 < y < 1.
Ele pode ser construído como uma superfície de uma constante positiva, negativa, ou zero (a curvatura de (Gauss)). Nos casos da curvatura negativa e zero, a banda de Möbius pode ser construída como uma (geodesically) superfície total, o que significa que todos os geodésia ("linhas retas" na superfície) pode ser estendida indefinidamente em qualquer direção.
Constante da curvatura negativa: Como o plano e o cilindro , abertura da banda de Möbius admite não só um variedade completa da curvatura constante em 0, mas também uma variedade completa da constante negativa, digamos -1. Uma maneira de ver isso é começar com a metade superior do plano (modelo de Poincaré) do plano hiperbólico ℍ, nomeada ℍ = { (x, y) ∈ ℝ2 | y > 0} com a variedade de Riemaniano dada por (dx2 + dy2) / y2. A orientação de preservação da isometria desta variedade, são todos os conjuntos f : ℍ → ℍ da forma f(z) := (az + b) / (cz + d) onde a, b, c, d são números reais satisfazendo ad − bc = 1  Im(z) > 0 e temos identificado ℍ com {z ∈ ℂ | Im(z) > 0} dotado de variedade Riemaniano que foi mencionado. Em seguida, uma orientação-a inversão da isometria de g em ℍ dada por g(z) := −conj(z) onde conj(z) denota o complexo conjugado de z. Estes fatos implicam que o mapeamento h : ℍ → ℍ dada por h(z) := −2⋅conj(z) é uma orientação-a inversão da isometria de ℍ que gera um infinito cíclico do grupo G da isometria. (Seu quadrado é a isometriaque gera um infinito cíclico do grupo G da isometria. (Seu quadrado é a isometria h(z) := 4⋅z, que pode ser expressa como (2z + 0) / (0z + 1/2).) O quociente ℍ / G da ação do grupo pode facilmente ser visto para ser topologicamente uma banda de Möbius. Mas é também fácil verificar que ele é completo e não compacto, com curvatura negativa constante −1.
O grupo de isometrias desta banda de Möbius é unidimensional e é isomórfica ao grupo ortogonal ortogonal SO(2).
Constante da curvatura igual a zero: Isso também pode ser construído como uma superfície completa, começando com a parte do plano R2 definida por 0 ≤ y ≤ 1 e identificando (x, 0) com (−x, 1) para todo x em R (reais). A variedade resultante torna a abertura da banda de Möbius em um (geodesically) de superfície plana completa (por exemplo, ter a curvatura de Gauss igual a 0 em todos os lugares). Esta é a única variedade na banda de Möbius, até uniforme de escala, que é simples e completa.
O grupo de isometrias desta banda de Möbius é unidimensional e é isomórfica para o grupo ortogonal SO(2).
Constante da curvatura positiva: Uma constante da curvatura positiva de uma banda de Möbius não pode ser completa, pois é conhecido que a única curvatura completa das superfícies de constante positiva é a esfera e o plano projetivo. O plano projetivo P2 de curvatura constante +1 pode ser construído como o quociente entre a esfera unitária S2 em R3 o oposto do mapa A : S2 → S2, definida por A(x, y, z) = (−x, −y, −z).A abertura da banda de Möbius é homeomorfica, perfurando  o plano projetivo, isto é, P2 , com qualquer ponto removido. Este pode ser pensado como o mais próximo que uma curvatura de constante positiva da banda de Möbius pode chegar a ser uma superfície completa: apenas um ponto de distância.
O grupo de isometrias desta banda de Möbius é também unidimensional e isomórficas para o grupo ortogonal O(2).
O espaço de linhas não orientadas do plano é difeomorfica para a abertura da banda de Möbius. Temos que L(θ) denota a linha que passa pela origem em um ângulo θ para o eixo-x positivo. Para cada L(θ), existe a família P(θ) de todas as linhas no plano que é perpendicular a L(θ). Topologicamente, a família P(θ) é apenas uma linha (uma vez que cada linha em P(θ) intercepta a linha L(θ) em apenas um ponto).Desta forma, como θ aumenta no intervalo de 0° ≤ θ < 180° a linha L(θ) representa um valor de linhas distintas no plano. Mas quando θ chega a 180°, L(180°) é idêntico ao L(0), e para que as famílias de P(0°) e P(180°) de linhas perpendiculares também sejam famílias idênticas. A linha L(0°), no entanto, retorna a si própria como L(180°) apontando em uma direção oposta. Cada linha no plano corresponde a exatamente uma linha em algumas família P(θ), para, exatamente, um θ, para 0° ≤ θ < 180° e P(180°) é idêntico ao P(0°), mas retorna apontada na direção oposta. Isso garante que o espaço de todas as linhas no plano – a união de todos os L(θ) para 0° ≤ θ < 180°– seja aberto na banda de Möbius.
O grupo de transformações lineares bijetoras GL(2, R) do próprio plano (real 2 × 2 matrizes com determinante igual a zero) naturalmente induz bijecões de espaço de linhas no plano para si, que formam um grupo de auto-homeomorfismo do espaço de linhas.Portanto, o mesmo grupo forma um grupo de auto-homeomorfismo da banda de Möbius descrito no parágrafo anterior. Mas não há nenhuma métrica no espaço de linhas no plano que é invariante sob a ação deste grupo de homeomorfismos. Neste sentido, o espaço de linhas no plano não tem nenhuma métrica natural.
Isso significa que a banda de Möbius possui uma natural 4-dimensões no grupo de Lie de auto-homeomorfismo, dada por GL(2, R), mas esse alto grau de simetria não pode ser apresentado como o grupo de isometrias de qualquer métrica.

### Banda de Möbius com limite de voltas
A aresta ou limite, de uma fita de Möbius é homeomorfica (topologicamente equivalente) para um círculo. Sob o costume de incorporações da faixa no espaço Euclidiano, como acima, o limite não é um verdadeiro círculo, no entanto, é possível incorporar uma fita de Möbius em três dimensões, de modo que a fronteira é um círculo perfeito deitado em algum plano. Por exemplo, ver Figuras 307, 308 e 309 da "Geometria e imaginação".